# Karnevalen i Santa Cruz de Tenerife

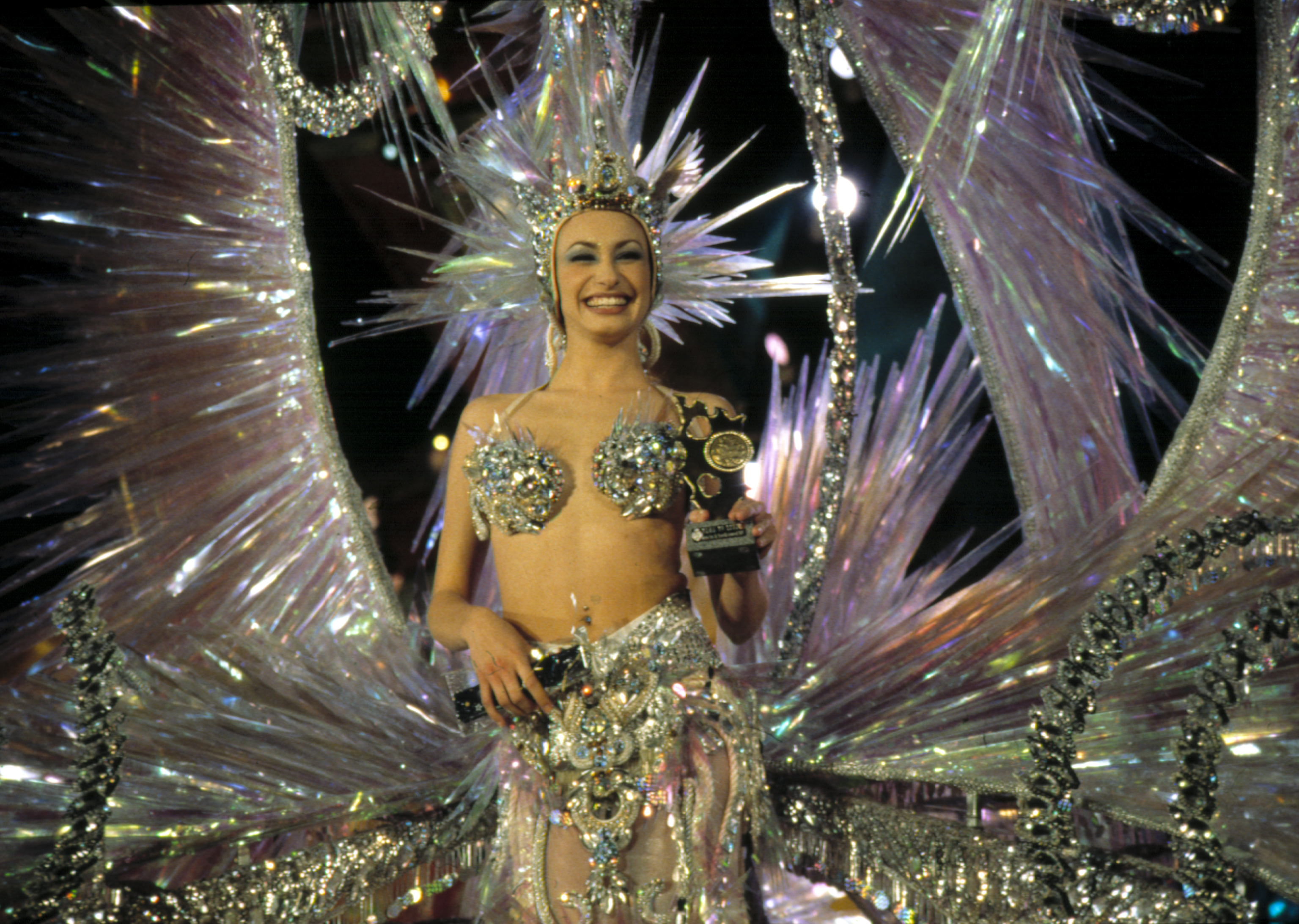
Karnevalen i Santa Cruz de Tenerife

Karnevalen i Santa Cruz de Tenerife inleds 40 dagar före påsk och pågår en vecka, Parallellt pågår partyt lite varstans på Kanarieöarna. Det är ett nytt tema varje år. Festen i Santa Cruz är världens näst största karneval efter Rio de Janeiro. Enligt myndigheterna beräknas fler än en miljon personer delta.
Det finns två typer av organiserade karnevalsgrupper: comparsas och murgas. Medan comparsas är rena showgrupper är murgas körer som skriver kritiska sånger om läget i landet. Det finns flera exempel på att murgasånger har bildat opinion och fällt politiker.
Teneriffakarnevalen fanns redan på 1800-talet, men blev förbjuden av myndigheterna under många år, då folk i stället hade hemliga maskerader hemma. Först 1980 fick karnevalen återuppstå.